# Ptychographa
Ptychographa är ett släkte av lavar. Ptychographa ingår i familjen Trapeliaceae, ordningen Baeomycetales, klassen Lecanoromycetes, divisionen sporsäcksvampar och riket svampar.
|              | Lithographa                                   |
|              |                                               |
|              | Rimularia                                     |
|              |                                               |
|              | Placopsis                                     |
|              |                                               |
|              | Xylographa                                    |
|              |                                               |
|              | Trapeliopsis                                  |
|              |                                               |
|              | Placynthiella                                 |
|              |                                               |
|              | Trapelia                                      |
|              |                                               |
|              | Sarea                                         |
|              |                                               |
| Ptychographa | \| \| Ptychographa xylographoides \| \| \| \| |
|              | \| \| Ptychographa xylographoides \| \| \| \| |
|              | Amylora                                       |
|              |                                               |
|              | Ptychographa xylographoides                   |
|              |                                               |

|  | Ptychographa xylographoides |
|  |                             |